# Продольная (приток Мурзы)
Продольная — река в России, протекает по Туринскому району Свердловской области. Устье реки находится в 39 км по левому берегу реки Мурза. Длина реки составляет 16 км.
Система водного объекта: Мурза → Ница → Тура → Тобол → Иртыш → Обь → Карское море.

## Данные водного реестра
По данным государственного водного реестра России относится к Иртышскому бассейновому округу, водохозяйственный участок реки — Ница от слияния рек Реж и Нейва и до устья, речной подбассейн реки — Тобол. Речной бассейн реки — Иртыш.
Код объекта в государственном водном реестре — 14010501912111200007231.